# Mortemer, Oise
Mortemer är en kommun i departementet Oise i regionen Hauts-de-France i norra Frankrike. Kommunen ligger i kantonen Ressons-sur-Matz som tillhör arrondissementet Compiègne. År 2022 hade Mortemer 220 invånare.

## Befolkningsutveckling
Antalet invånare i kommunen Mortemer
| Referens: INSEE |